# Stratonika Sirijska
Stratonika (grč. Στρατoνικη, kraj 4. i početak 3. veka p.n.e.) bila je makedonska princeza, poznata kao ćerka Demetrija Poliorketa i File, ćerke Antipatra. 
Oko godine 300. p.n.e. otac ju je, nastojeći da novim savezom osigura opstanak nakon bitke kod Ipsa, udao za svog nekadašnjeg neprijatelja, Seleuka. Stratonika, koja u tom trenutku nije mogla imati više od 17 godina, venčana je u raskošnoj ceremoniji na pijerijskoj obali. Brak sa daleko starijim Seleukom je bio srećan, te mu je rodila ćerku Filu. Stari kralj je, međutim, ubrzo otkrio da je prestonaslednik Antioh zaljubljen u svoju mladu pomajku. Nastojeći da spreči moguće spletke ili građanski rat, Seleuk se razveo od Stratonike i udao je za Antioha, istovremeno ga imenovavši guvernerom istočnog dela carstva. U ovom braku rođeni su: Seleuk, Laodika, budući kralj Antioh II, Apama, koja će postati supruga Maga od Kirene, i Stratonika Makedonska. Grad Stratonikija u Kariji je dobio ime po njoj.